# The Hope (theater)

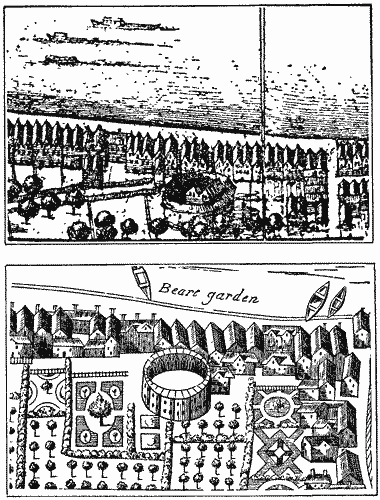
The Hope op oude kaarten van Londen

The Hope was een theater in Londen, dat gebouwd werd ten tijde van Jacobus I, in de bloeitijd van het Engels renaissancetheater.
The Hope werd gebouwd in 1613-1614 in opdracht van de Londense zakenman, theaterbouwer en impresario Philip Henslowe met als partner Jacob Meade.
Het gebouw verrees op de plek van de voormalige Beargarden in Bankside, Southwark, op de zuidelijke oever van de Theems, buiten het bestuurlijk gebied van de City of London.
Henslowe was al sinds 1594 financieel betrokken bij de Beargarden. De locatie werd gebruikt voor vermaak in de vorm van 'diersporten', die bestonden uit gevechten tussen enerzijds honden en anderzijds stieren en beren. In augustus 1613 gaf Henslowe de timmerman en aannemer Gilbert Katherens de opdracht het gebouw te slopen en er een theater van te maken dat voor meerdere doeleinden kon dienen. De bouwkosten bedroegen £360. 
De bouw duurde meer dan een jaar, mogelijk omdat die samenviel met de herbouw van het in 1613 afgebrande Globe Theatre in dezelfde wijk. De vertraging kan ook zijn ontstaan omdat Henslowe bijzondere eisen stelde aan het nieuwe gebouw. Het moest niet alleen dienen als theater, maar ook onderdak kunnen bieden aan de 'dierensport' zoals die eerder in de Beargarden had plaatsgevonden. Er moest dus ruimte worden geschapen voor dierenonderkomens en het toneel moest verplaatsbaar zijn. Verder stelde Henslowe dat het ontwerp moest overeenkomen met het uiterlijk van zijn eerdere theatergebouw The Rose.
The Hope opende in oktober 1614. Op 31 oktober vond er de première plaats van het stuk Bartholomew Fair van Ben Jonson, door het gezelschap Lady Elizabeth's Men. Jonson merkte in de gedrukte tekst van het stuk op dat The Hope was "as dirty as Smithfield and stinking every whit" (zo vies als Smithfield en even smerig stinkend. - De Londense wijk Smithfield herbergde veemarkten en slachthuizen en ook vonden er executies plaats.) 
Na het overlijden van Henslowe in 1616 erfde zijn schoonzoon, de acteur Edward Alleyn zijn aandeel in het gebouw, die het vervolgens verhuurde aan Meade. The Hope bleef vervolgens in gebruik voor de beide doeleinden, hoewel de acteurs er in toenemende mate ongelukkig mee waren. Op den duur werd het dan ook nog voornamelijk gebruikt voor andere vormen van vermaak.